# Górne Przedmieście (Myślenice)
Górne Przedmieście (dawn. Górna Wieś) – część miasta Myślenice, do 1926 roku osobna miejscowość zwana Górną Wsią, w 1925 roku włączona do miasta Myślenice, jako jego dzielnica pod obecną nazwą. 

## Historia
Górna Wieś wzmiankowana była już w kronikach u Jana Długosza już w XIV wieku. Od początku swojego istnienia należała do parafii Myślenice. Dawniej samodzielna gmina jednostkowa w powiecie myślenickim, od 1920 w województwie krakowskim. W 1921 roku ludność Górnej Wsi wynosiła 1077 mieszkańców.
Z Górnego Przedmieścia pochodził jeden z wybitniejszych myśleniczan Andrzej Średniawski, który w dzielnicy założył szkołę rolniczą, obecnie zamienioną na zespół szkól ponadgimnazjalnych jego imienia.  
Od 1993 roku Górne Przedmieście należy do parafii Brata Alberta na osiedlu tysiąclecia.
W dzielnicy działa koło gospodyń.  
Na Górnym Przedmieściu działa także jednostka Ochotniczej Straży Pożarnej Myślenice – Górne Przedmieście oraz Ludowy Klub Sportowy „Górki” Myślenice. 